# 巴拉莱卡琴
巴拉莱卡琴（балалайка/Balalaika），又称三角琴，是俄罗斯的弦乐器，屬於吉他類。

## 品性
巴拉莱卡琴的琴腹呈三角形，颈细长有品，背板平坦；有圆形音孔，有3根弦，品（фрет）可移动。由演奏者背挎着，用手指拨奏，或用皮革制的拨子进行弹奏。其音色与吉他有相似之处。
现代的巴拉莱卡琴分为大小六种，最大的琴身高度相当于普通人的身高。由于尺寸和大小不同，音域和音高不一，倘若十几架一起演奏，可以抵上一个交响乐队，因此它可以克服其他单品种弹拨乐器音域不足、音质较单调的缺陷，从而在配器时充分展示自己的特色。
巴拉莱卡是俄罗斯民间歌舞中常用的伴奏乐器，在20世纪也用于大型巴拉莱卡乐队。

## 历史
巴拉莱卡琴由中亚哈萨克民间乐器冬不拉演变而来。最早于1715年开始使用，比其他两种俄罗斯拨弦乐器古斯里琴和多姆拉琴出现时间略晚。
俄国著名弹拨乐演奏家瓦西里·瓦西里耶维奇·安德烈耶夫（Василий Васильевич Андреев, 1861一1918）和格里高里·巴甫洛维奇·柳比莫夫（Григо́рий Павлович Любимов, 1881一1934）在改良巴拉莱卡琴和提高其演奏技艺方面功劳卓著。19世纪80年代在安德烈耶夫的领导下，由伊万诺夫和帕谢尔布斯基合作巴拉莱卡琴进行改良。最初他们设计出巴拉莱卡族琴，后来纳利莫夫设计出沿用至今的6中不同型号、不同音高的巴拉莱卡琴。

## 演奏者
俄罗斯弹拨乐器的集大成者当数尼古拉·彼得罗维奇·奥西波夫(Николай Петрович Осипов, 1901一1945)。他是前苏联巴拉莱卡琴演奏能手兼乐队的著名指挥。
1940年始，任国立俄罗斯民族管弦乐团的艺术指导和指挥。当时这个以巴拉莱卡等弹拨乐器为主力的管弦乐团，阵容已比较庞大，能创作演奏多姆拉琴、巴拉莱卡琴的协奏曲，以及其他各种类型的乐曲。在他任职期间，乐团表演技巧和手法日益完善，曲目范围日趋扩大。在他逝世的翌年(1946年)，乐团以他的姓氏命名为奥西波夫俄罗斯民族管弦乐团。

## 相关专辑
- 《Balalaika Favorites》，中文译名《巴拉莱卡琴演奏的苏联名曲》。史上第一张美国唱片公司在俄罗斯境内完成的唱片录音，录音地点是莫斯科。唱片的录音采用35MM电影胶片技术，TAS上榜名碟，企鹅三星带花。
- 《Balalaika Romanitca》，中文译名《俄罗斯吉他-巴拉莱卡精品》。专辑以俄罗斯三弦琴贯穿始终，同时加入古典吉他和手风琴作点缀。乐曲均选自俄罗斯民族地区古典音乐家的经典作品，如柴可夫斯基、穆索尔斯基、拉赫马尼诺夫、肖斯塔科维奇等。